# Revolta dels Crocants
La revolta dels Crocants (Revòlta/susmauta daus/dels/deus Crocants, Revòuta dei Crocants en occità, Jacquerie des croquants en francès) són diverses revoltes de camperols que van esclatar al Llemosí, el Carcí i al Perigord (Occitània) i es van estendre al sud-oest del país, a la fi del segle xvi i principis del xvii.
Van ser causades per l'augment dels impostos estatals i senyorials en un moment de gran misèria de la pagesia després d'anys de guerres, i s'inscriuen en el marc de les guerres de religió de França. Els crocants donaven suport al rei Enric IV de França contra la Lliga Catòlica i els senyors que hi participaven. Els motius religiosos van ser, però, marginals i les revoltes dels crocants van ser abans de les revoltes antifiscals. Aquests motins van ser tres, que van tenir lloc durant els anys 1594, 1624 i 1637. El primer va acabar amb la rebaixa dels impostos, en el segon foren executats Donat i Barran, caps de la rebel·lió, i després del tercer es concedí una amnistia general.

## Les revoltes de 1594-1595

### Context
En aquell any França combatia contra els Habsburgs d'Espanya i mantenia dos fronts de guerra: al llarg del Pirineus i a Flandes i Lorena. A l'interior, les guerres de religió portaven 35 anys devastant el país. Els camperols, igual que els habitants de les ciutats, carregaven amb el pes del manteniment de les tropes quan creuaven o s'estacionaven a la seva regió. I entre campanya i campanya, bona part d'aquestes tropes desmobilitzades, compostes de mercenaris, erraven saquejant i extorquint pobles, llogarets i castells. Quan el rei Enric IV de França accedí al tron, les finances reals estaven a la vora de la fallida. El govern del seu ministre Sully emprèn una política fiscal destinada a augmentar la recaptació d'impostos, no només per finançar les guerres, sinó també per fer front al pagament dels importants crèdits concedits a l'Estat per financers francesos (entre els quals es trobava l'alt clergat francès) i estrangers (anglesos, holandesos, suïssos i italians).
D'altra banda, l'enorme cost dels anys de guerra entre els nobles de la Lliga Catòlica i els nobles hugonots o partidaris d'Enric IV feia que la noblesa pressionava encara més als habitants dels seus feus per recaptar impostos i forçar el compliment de drets feudals, cada vegada més difícils d'assumir per una pagesia sumida en la misèria.
L'agitació en el mitjà rural havia estat gairebé constant durant els conflictes, però els aixecaments camperols es van multiplicar en la dècada de 1590, com a la Xampanya, en punts del nord i est de París, a la Baixa Normandia, Delfinat, Vivarès i Provença. La recrudescència i l'extensió de les revoltes entorn de 1594 s'inscriuen, per tant, dins d'un ampli moviment de jacqueries recurrents que afectaven la major part del país. A més l'any 1593 havia estat particularment fred i plujós, per la qual cosa s'esperaven males collites per segon any consecutiu.

### Motius de les revoltes
Un document del Parlament de Tolosa de Llenguadoc citat per Ivan Luchitzkij, exposa el 1594 els motius d'aquestes rebel·lions. Segons l'historiador Henri Heller, del document es desprèn que si la forta imposició va jugar sens dubte un paper important, no van ser menys rellevants els saquejos, les extorsions i l'obligació d'allotjar i alimentar als soldats dels exèrcits. Però el més rellevant és l'opressió exercida pels nobles, que exigien il·lícitament el pagament de rendes i drets senyorials més alts, i imposaven arbitràriament nous impostos i obligacions. Davant la negativa dels camperols a pagar, segons el Parlament, els senyors enviaven militars a les terres dels arrendataris per apoderar-se il·legalment de les seves terres i de les seves persones. Finalment els nobles, al seu torn, es negaven a pagar la talla i altres impostos lligats a les terres no nobles que acabaven d'adquirir.
Els textos redactats pels mateixos crocants del Perigord corroboren aquesta anàlisi i afegeixen que lluitaven contra els recaptadors d'impostos i els seus agents, que s'enriquien aprofitant-se de la seva misèria.

### Les revoltes
A partir de Turena al Baix Llemosí en 1594, la revolta se va estendre ràpid al Perigord. Segons el cronista de Sarlat Jean Tarde la revolta començà al poble de Cròc, a Combralha, cosa que donà el nom als revoltats; els historiadors, però, s'inclinen més per l'explicació donada per un altre cronista de l'època, Pierre Victor Palma Cayet, segons el qual els camperols cridaven croquants a les classes dirigents i als recaptadors d'impostos que els arruïnaven "a queixalades". El sobrenom va ser de seguida reutilitzat en contra seva per la burgesia, la noblesa i les autoritats, que designaven així despectivament als camperols que els atacaven. Els camperols es deien a si mateixos tard-avisés (avisats tard) o chasse-voleurs (caçalladres).
Des del començament els camperols s'organitzaren, primer per a la seva defensa, aconseguint expulsar companyies de mercenaris i de bandits. Convoquen assemblees als boscos, en les que es prometen fidelitat i redacten escrits aclarint les seves queixes i les seves peticions. Els feien arribar a tots els pobles per informar-los i demanar-los que se'ls unissin. A les parròquies "avisades" (d'aquí el nom de tard avisés) es crearen companyies armades que triaven al seu capità i als seus tinents, cadascuna amb el seu estendard i el seu tambor. Aquestes companyies comencen a recórrer la regió al so del tambor, informant prèviament als pobles, a les autoritats i als senyors de la seva arribada. O s'està amb ells o contra ells, i qui se n'enfronta veu els seus béns destruïts. En l'assemblea del 23 d'abril, decideixen que uns emissaris lliuraran una carta al rei Enric IV perquè no malinterpreti les seves accions, una altra al senyor de Bourdeille, senescal de Perigord i encarregat de la seguretat de la regió, i unes altres als magistrats locals per informar-los dels abusos comesos per la noblesa contra el Tercer Estat i demanar reparació als Parlaments regionals. El moviment s'estén amb extrema rapidesa per tot el Llemosí i el Poitou, segueix cap a l'oest amb Angoumois i la Saintonge, i cap al sud a Tolosa de Llenguadoc i la regió de Comenges. En la seva ruta, els enfrontaments amb les tropes lleials es multipliquen durant l'estiu de 1594.
Aquestes es van veure desbordades i no podien contenir l'avanç de les companyies dels camperols. Segons Jean Tarde, hi havia un soldat per 100 camperols, i la seva organització militaritzada es devia al fet que un bon nombre d'artesans, "fills de bones famílies" (diversos historiadors, com Mousnier i Bercé, expliquen que alguns petits nobles (hobereaux) es van unir a la revolta) i antics soldats els acompanyaven. D'altra banda, si bé el Rei havia ordenat detenir el moviment, també havia manifestat certa benevolència cap als revoltats i hi havia promès que sentiria les seves queixes, per la qual cosa durant mesos la noblesa se sentia indecisa sobre el grau de violència a emprar en la repressió i la seva resposta va trigar a dur-se a terme. Com els reforços que el senescal de Bourdeille havia demanat al Rei trigaven a arribar, la noblesa i les classes dirigents de les ciutats van organitzar la seva pròpia Lliga armada. Mesos més tard, van arribar els reforços de Jean de Sourches de Malicorne, governador del Poitou, i Jean du Chasteigner, senyor d'Albin, requerits pel Rei.
Mentrestant els crocants demanaven al Rei que els reconegués un representant oficial (un syndic) i delegaven advocats als Parlaments (com en Perigús al febrer de 1595) en nom del "Tercer Estat del Pla País" (Tiers-État du pays plat), nom amb què s'anomenaven. Asseguraven la seva fidelitat al Rei en una època en què molts nobles trigaven a reconèixer la seva autoritat, per la qual cosa es mostraven particularment enfrontats amb la noblesa de la Lliga Catòlica. Afirmaven que els "lladres" que denunciaven atemptaven tant contra ells com contra el poder reial, proclamaven el seu respecte a la jerarquia social establerta i només esperaven que es fes justícia. No obstant això, el curs dels esdeveniments i la violència emprada van fer que a moltes localitats la revolta prengués tints francament antisenyorials. Com que les fonts disponibles de l'època solen recollir dades molt localitzades geogràficament, això ha portat als historiadors a discrepar sobre aquest punt segons les característiques del moviment a les regions estudiades: mentre que els autors francesos (Emmanuel Le Roy Ladurie, Yves-Marie Bercé i Roland Mousnier) s'inclinen per un moviment fonamentalment antifiscal, els autors anglosaxons (Henry Heller, Pérez Zagorín defensen que la lluita contra la noblesa en el seu conjunt va tenir igual rellevància.

### Fi de les revoltes
Durant l'hivern de 1594-1595, la fam es va estendre a les regions afectades pel conflicte, i el preu dels cereals es va disparar. El Rei va fer saber als crocants que els perdonava els retards en el pagament de la talla i que paralitzava la seva pujada, així com la de la gabella. També els va prometre que s'investigarien els abusos comesos pels nobles i els recaptadors d'impostos. Per tal de pacificar les regions revoltades, va nomenar un superintendent reial per al sud-oest de França, Jean-Robert de Thumery, senyor de Boissize, que va arribar al juliol de 1595. Va trobar resistència en les classes urbanes i en alguns feus que es negaven a negociar. Pel seu costat, els crocants sovint desconfiaven de les intencions de les autoritats locals, i van aparèixer disensions entre els capitans del moviment. Encara es van donar molts combats, si bé el moviment anava perdent força. A la tardor de 1595, els crocants van deposar les armes.
Encara que per la seva extensió i intensitat aquestes primeres revoltes dels crocants foren considerades com una guerra civil, se sol denominar "petita guerra dels crocants". Les baixes autèntiques no són conegudes, però en haver esdevingut res més finalitzar les guerres de religió i després d'una profunda crisi del poder monàrquic, cal destacar la clemència del rei Enric IV i un inusual esforç de negociació fruit de la seva obstinació per reconciliar tots els francesos i per restablir i afermar el prestigi de la monarquia.